# Eine Mittelgewichts-Ehe
Eine Mittelgewichts-Ehe ist ein Roman von John Irving, ins Deutsche übersetzt von Nikolaus Stingl; das englische Original erschien 1974 unter dem Titel The 158-Pound Marriage bei Random House (ISBN 	0-394-48414-2). Die deutsche Übersetzung erschien 1988 in Zürich bei Diogenes (ISBN 3-257-21605-X).

## Handlung
Der Ich-Erzähler (sein Name wird im Roman nicht genannt) und seine Frau Utsch haben eine Partnertausch-Beziehung mit dem Ehepaar Severin und Edith Winter. Der Erzähler ist Dozent für Geschichte an einem College, nebenbei schreibt und veröffentlicht er historische Romane. Utsch (im englischen Original Utch) ist in Österreich geboren; sie verlor während des Zweiten Weltkriegs ihre Eltern und wurde danach von einem hohen sowjetischen Offizier während der Besetzung Wiens aufgezogen. Auch Severin Winter wuchs in Wien auf, auch sein Vater, ein Maler, starb während des Krieges, seine Mutter war ein gefragtes Aktmodell. Severin hatte in den USA studiert, nun unterrichtet er am gleichen College wie der Erzähler Deutsch und Ringen. Edith ist Amerikanerin, sie schreibt Kurzgeschichten, am Ende erfährt der Leser, dass sie insgeheim auch an einem Roman gearbeitet hat.
Zunächst sieht alles nach ungetrübter sexueller Freude aus. Alle Beteiligten scheinen besser zu ihren „neuen“ Partnern zu passen als zu ihren eigenen Ehepartnern. Der Erzähler und Edith genießen es, bei ihren Treffen über Literatur zu sprechen. Utsch und Severin sind sich körperlich ähnlich und haben Deutsch als gemeinsame Sprache, und Severin kann Utsch auch für das Ringen interessieren. Während aber der Erzähler meint, dass ihre Beziehung über das Körperliche hinausgeht, sagt Severin, es gehe bei „dieser ganzen Sache“ doch wohl eher um Sex.
Schließlich muss der Erzähler herausfinden, dass Severin sich vermutlich nicht auf einen Partnertausch eingelassen hätte, wenn ihn nicht zuvor Edith bei einer Affäre mit einer Tanzlehrerin ertappt hätte, und dass Utsch von dieser Vorgeschichte wusste. Edith und Severin beenden die Vierer-Beziehung, worunter vor allem Utsch leidet. Da sie meint, ihr Mann habe sie vor diesem Leid nicht ausreichend geschützt, verlässt sie ihn und geht mit den gemeinsamen Kindern nach Wien.
Am Ende sind die Spannungen zwischen Edith und Severin deutlich hervorgetreten; sie gehen ebenfalls zusammen nach Wien, wo Severin sich um den Nachlass zweier verstorbener Freunde der Familie kümmern muss. Der Ich-Erzähler ist einsam zurückgeblieben, plant aber, seine Frau in Wien zu suchen.

## Besonderes
„Mittelgewicht“ ist die Gewichtsklasse, in der Severin Winter in seiner eigenen College-Zeit als Ringer angetreten ist. Das Ringen spielt auch in viele Bereiche des Buches hinein: Severin vergleicht viele Dinge mit dem Ringen, unter anderem charakterisiert er Bücher, die er liest, nach Gewichtsklassen. Edith spricht davon, dass sie Severin „im Hebel“ hat, nachdem sie ihn bei seiner Affäre ertappt hat. Im Ringkampf-Raum fand diese Affäre statt, und als Edith erfährt, dass Severin auch mit Utsch in den Ringkampf-Raum gegangen ist, kommt es zum Ende der Vierer-Beziehung. Die Affinität zum Ringen spiegelt sich auch in einigen Überschriften; im englischen Original sind das 
- 2: Scouting Reports: Edith (126-pound class),
- 3: Scouting Reports: Utch (134-pound class),
- 4: Scouting Reports: Severin (158-pound class),
- 6: Who’s on Top? Where’s the Bottom?

Die Handlung des Buches entfaltet sich nicht strikt chronologisch. Der Ich-Erzähler schildert viele Ereignisse aus der Vergangenheit der einzelnen Personen, um diese zu charakterisieren; die näherliegenden Geschehnisse werden dagegen eher nebenbei erzählt.
Die Namen der Kinder von Severin und Edith (Dorabella und Fiodiligi) sind vermutlich nicht zufällig gewählt worden, um Ediths Interesse an Italien oder Severins Liebe zu Opern darzustellen. Dorabella und Fiordiligi sind die weiblichen Hauptpersonen in der Oper Così fan tutte von Wolfgang Amadeus Mozart. In dieser Oper versuchen zwei junge Männer wegen einer Wette, die Verlobte des jeweils anderen zu verführen, was ihnen auch gelingt. Die Stimmlagen, die den vier Hauptrollen zugeordnet sind, lassen den Eindruck entstehen, dass die neue Partner-Kombination viel besser passt als die ursprüngliche.